# Jan Kersten
Jan Kersten (17 december 1986) is een Nederlandse zwemmer. Hij is lid van zwemvereniging De Columbiaan uit Voorhout.

## Carrière
Bij zijn internationale debuut, op de Europese kampioenschappen kortebaanzwemmen 2010 in Eindhoven, strandde Kersten in de series van de 50 meter vrije en zowel de 50 als de 100 meter rugslag, samen met Bas van Velthoven, Robbert Donk en Robin van Aggele eindigde hij als vijfde op de 4x50 meter vrije slag. Op de 4x50 meter wisselslag zwom hij samen met Nick Driebergen, Robin van Aggele en Joeri Verlinden in de series, in de finale eindigden Driebergen, Van Aggele en Verlinden samen met Stefan de Die op de vierde plaats. Een week later veroverde hij tijdens de Open Nederlandse kampioenschappen kortebaanzwemmen 2010 in Amsterdam, op de 50 meter vrije slag, zijn eerste nationale titel. Eerder dat jaar werd hij, op de 50 meter rugslag, al Nederlands sprintkampioen.

## Resultaten

### Internationale toernooien
| Jaar | Olympische Spelen | WK langebaan | WK kortebaan  | EK langebaan  | EK kortebaan |
| ---- | ----------------- | ------------ | ------------- | ------------- | --- |
| 2010 |                   |              | geen deelname | geen deelname | 23e 50m vrije slag 18e 50m rugslag 32e 100m rugslag 5e 4x50m vrije slag 4e 4x50m wisselslag Kersten zwom enkel de series |

### Nederlandse kampioenschappen zwemmen
| Jaar | NK Langebaan                                                | NK Kortebaan                                                | NK Sprint                                                                                         |
| ---- | ----------------------------------------------------------- | ----------------------------------------------------------- | ------------------------------------------------------------------------------------------------- |
| 2003 |                                                             | 6e 200m rugslag                                             |                                                                                                   |
| 2004 | 8e 200m rugslag                                             | 6e 200m rugslag                                             |                                                                                                   |
| 2005 | 7e 50m rugslag · 7e 100m rugslag · 200m rugslag             | 5e 50m rugslag 6e 100m rugslag 5e 200m rugslag              | 5e 50m rugslag                                                                                    |
| 2006 | 6e 50m rugslag 6e 100m rugslag 6e 200m rugslag              | 50m rugslag · 100m rugslag · 8e 200m rugslag                | 50m rugslag · 6e 100m wisselslag                                                                  |
| 2007 | 4e 50m rugslag                                              | 4e 50m rugslag · 100m rugslag                               | 5e 50m rugslag 5e 50m vlinderslag                                                                 |
| 2008 | geen deelname                                               | 6e 50m vrije slag · 50m rugslag · 4e 100m rugslag           | geen deelname                                                                                     |
| 2009 | 50m rugslag                                                 | 50m rugslag · 5e 100m rugslag · 8e 4x200m vrije slag        | 50m rugslag · 4e 50m vlinderslag · 8e 4x50m wisselslag est.                                       |
| 2010 | 4e 50m rugslag · 50m vrije slag                             | 5e 50m rugslag · 50m vrije slag · 6e 4x100m vrije slag est. | 50m rugslag · 50m vlinderslag · 4x50m vrije slag est. · 4e 4x50m wisselslag est.                  |
| 2011 | 4e 50m rugslag 8e 100m rugslag 6e 50m vrije slag            | 8e 4x100m vrije slag est. 6e 4x100m wisselslag est.         | 50m vlinderslag · 50m rugslag · 50m vrije slag · 5e 4x50m vrije slag est. · 4x50m wisselslag est. |
| 2012 | 50m rugslag · 7e 50m vrije slag · 6e 4x100m wisselslag est. | 7e 4x100m wisselslag est.                                   | 50m vlinderslag · 50m rugslag · 5e 4x50m vrije slag est. · 4x50m wisselslag est.                  |

## Persoonlijke records
Bijgewerkt tot en met 10 juni 2011

### Kortebaan
| Afstand         | Tijd  | Datum            | Plaats    |
| --------------- | ----- | ---------------- | --------- |
| 50m vrije slag  | 22,30 | 3 december 2010  | Amsterdam |
| 100m vrije slag | 49,63 | 12 april 2009    | Tilburg   |
| 50m rugslag     | 24,54 | 27 juni 2010     | Drachten  |
| 100m rugslag    | 54,41 | 10 november 2009 | Stockholm |
| 50m vlinderslag | 24,12 | 26 juni 2010     | Drachten  |

### Langebaan
| Afstand         | Tijd  | Datum         | Plaats            |
| --------------- | ----- | ------------- | ----------------- |
| 50m vrije slag  | 23,46 | 10 juni 2011  | Eindhoven         |
| 100m vrije slag | 52,34 | 8 april 2011  | Eindhoven         |
| 50m rugslag     | 26,54 | 18 april 2009 | Amsterdam         |
| 100m rugslag    | 59,28 | 8 april 2011  | Eindhoven         |
| 50m vlinderslag | 26,01 | 2 mei 2010    | Krefeld-Uerdingen |